# 博卢 (阿列日省)
博卢（法語：Baulou，法語發音：[bolu]）是法国阿列日省的一个市镇，属于富瓦区。

## 地理
博卢（43°0'58"N, 1°32'0"E）面积14.62 平方千米，位于法国奧克西塔尼大區阿列日省，该省份为法国西南部内陆省份，西部和北部与上加龙省接壤，东临奥德省，东南至东比利牛斯省接壤，南与安道尔和西班牙接壤。
与博卢接壤的市镇（或旧市镇、城区）包括：艾格然特、卡达尔塞、卡佐、科斯、克朗帕尼亚、卢邦斯、卢比耶尔、圣马丹德卡拉尔普、韦尔纳茹勒。

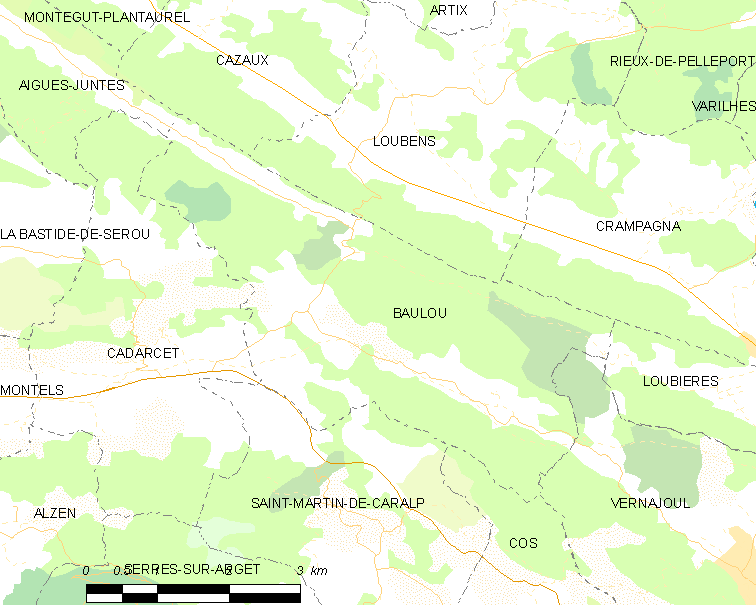
的OSM定位图

博卢的时区为UTC+01:00、UTC+02:00（夏令时）。

## 行政
博卢的邮政编码为09000，INSEE市镇编码为09044。

## 政治
博卢所属的省级选区为阿列日河谷县。

## 人口

1962-2008年间人口变化图示

博卢于2022年1月1日时的人口数量为165人。